# لارس روبرج
لارس روبرج (بالسويدية: Lars (Laurentius) Roberg)‏ (4 كانون الثاني 1664 ستوكهولم-21 أيار 1742 اوبسالا) طبيب سويدي.
كان روبرج ابن للصيدلاني الملكي «دانيال روبرج» درس في جامعة أوبسالا في سن مبكر عام 1675 وبعدها غادر في رحلة خارجية طويلة عام 1680 إلى ألمانيا، فرنسا، إنجلترا وهولندا وخلال تلك الفترة درس في جامعة فيتنبرغ، وجامعة لايدن، وبشكل موجز وبعد رجوعه إلى موطنه عاد إلى جامعة لايدن ليكمل دراسته ويحمل لقب الدكتوراه في الطب هناك عام 1693.
وأصبح بروفيسور في الطب في جامعة أوبسالا عام 1697 وبقي في منصبه هذا حتى عام 1740 وأسس المستشفى الأكاديمي الذي أصبحت فيما بعد مستشفى أوبسالا الأكاديمي عام 1708.
وكان لارس روبرج أستاذاً لكل من كارولوس لينيوس وبيتر أرتيدي وآخرين.